# Buslijn 21 (Amsterdam)

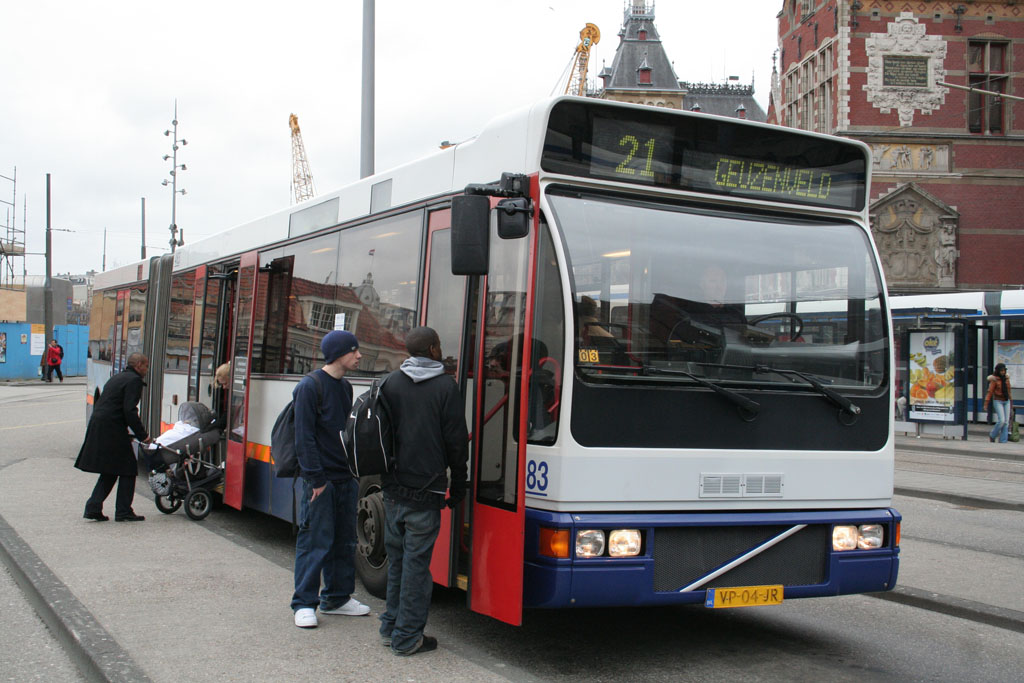
De gelede Berkhof 483 op het Stationsplein van Amsterdam Centraal. Duidelijk is te zien wat het voordeel is van lagevloerbussen.

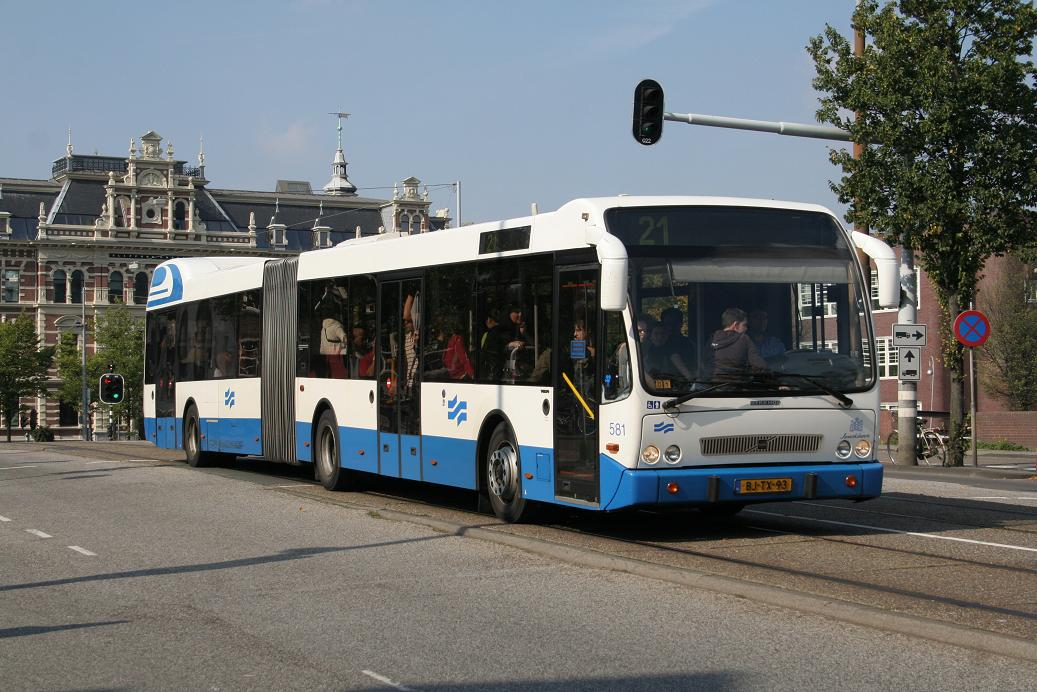
De gelede Volvo Berkhof 581 op de Prins Hendrikkade in 2007

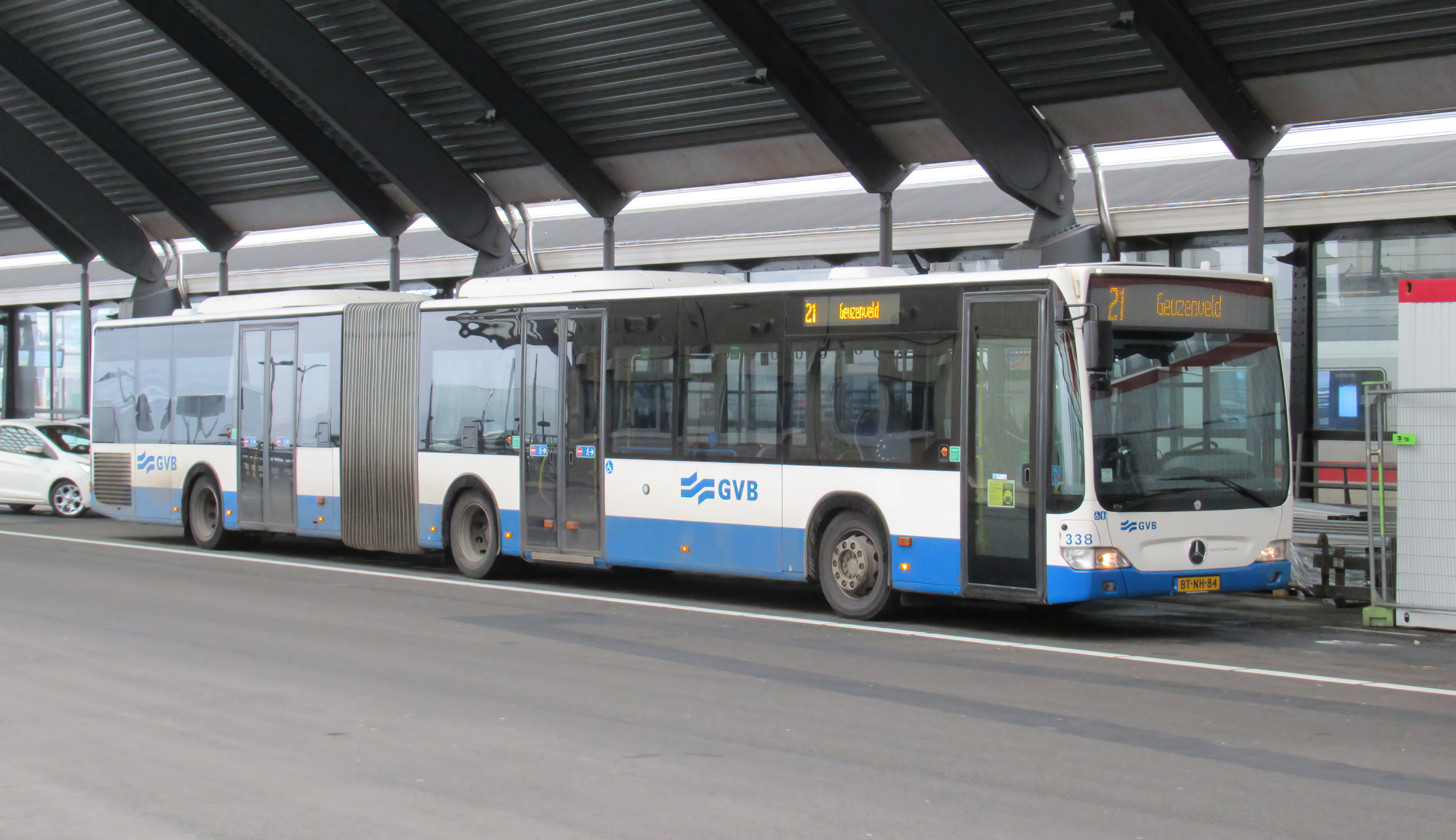
De gelede Mercedes Citaro 338 op het busstation IJsei aan de achterkant van het station. Te zien is wat het voordeel is van lagevloerbussen.

Buslijn 21 is een buslijn van het GVB Amsterdam die het Centraal Station via het Haarlemmerplein, de Staatsliedenbuurt, Bos en Lommer en Slotermeer met Geuzenveld verbindt. Vanaf de Aalbersestraat wordt afwisselend naar het eindpunt aan De Savornin Lohmanstraat en naar het andere eindpunt aan de J.M. den Uylstraat in De Eendracht gereden. Lijn 21 wordt gereden met elektrische gelede bussen. 

## Geschiedenis
De lijn werd op 30 januari 1956 ingesteld, eerst tussen de Aalbersestraat bij de Sam van Houtenstraat in de nieuwe wijk Geuzenveld en de Slotermeerlaan in aansluiting op tramlijn 13. Bij de opening van het nieuwe station Sloterdijk op 3 juni 1956 werd de lijn daarheen verlegd en doorgetrokken via Slotermeer en Bos en Lommer ter vervanging van lijn F. De lijn is op 29 mei 1958 doorgetrokken van de Aalbersestraat naar een van de huidige eindpunten De Savornin Lohmanstraat met een uitstaphalte bij de Nolensstraat.
Er waren veel klachten over de lange reistijd van Geuzenveld naar het centrum omdat men eerst met lijn 21 naar de Slotermeerlaan moest rijden en dan moest overstappen op lijn 13. Om in de spitsuren aan dat bezwaar tegemoet te komen begonnen in de ochtendspits enkele bussen van lijn 13S in Geuzenveld. Op 22 september 1958 werd een spitslijn 20 ingesteld die rechtstreeks via de kortste route naar het Centraalstation reed.  
Op 8 maart 1959 werd lijn 21 uiteindelijk ook verlegd en verlengd tot het Centraal Station, in combinatie met lijn 14 op het traject Admiraal de Ruijterweg – Centraal Station. De lijn reed via de Burgemeester Vening Meineszlaan en Wiltzanghlaan waarmee deze buurten ook een rechtstreekse verbinding met het centrum kregen. Dit ging wel ten koste van tramlijn 13 die voortaan met 7 tramstellen minder reed, omdat het overstappen aan de Slotermeerlaan niet meer nodig was en voor het noordelijke deel van Slotermeer lijn 21 een beter alternatief was. 
Er zijn nog een paar kleine routewijzigingen geweest; op 3 oktober 1976 wordt de lijn verlegd via de Willem de Zwijgerlaan in plaats van de Admiraal de Ruijterweg, vanaf 1990 werd de lijn verlegd via de nieuwe wijk De Eendracht. Op 28 mei 2006 werd de lijn ingrijpend gewijzigd en wordt er via de Bos en Lommerweg in plaats van de Wiltzanghlaan gereden en  verder over de Haarlemmerweg, Van Hallstraat en Haarlemmer Houttuinen naar het Centraal Station gereden, terwijl daarvoor de route over de Willem de Zwijgerlaan, Jan van Galenstraat, Rozengracht en Nieuwezijds Voorburgwal leidde.

## Rechttrekkingen, langdurige inkortingen en aftakking
Het was de bedoeling in 2012 lijn 21 de gehele Haarlemmerweg af te laten rijden in plaats van de omweg door de Staatsliedenbuurt, die route zou door lijn 60 worden overgenomen en daarna ook naar het Centraal Station kon worden gevoerd. Maar dat is niet doorgegaan en lijn 60 is in 2012 opgeheven. Buiten dat had men dan het eerste deel van de Haarlemmerweg moeten reconstrueren, omdat de weg daar te smal is voor een vlotte doorstroming van gelede bussen.
Door reconstructiewerkzaamheden in onder meer de Aalbersestraat kon de lijn het eindpunt Geuzenveld, na meer dan 56 jaar standplaats te hebben gehad, niet meer bereiken. De lijn was daarom vanaf 2 juni 2014 voor dertien en een halve maand ingekort tot de Eendracht, met een tijdelijke standplaatsvoorziening aan het eind van de J.M. den Uylstraat. Op 17 juli 2015 keerde de lijn terug naar de eigen standplaats, maar werd rechtgetrokken via de gehele Aalbersestraat waarmee het lusje door de Eendracht verviel en deze wijk zijn openbaar vervoer verloor. Op 22 juli 2018 werd de lijn verlegd van het Prins Hendrikplantsoen aan de voorzijde naar het busstation IJsei aan de achterzijde van het station.
Vanaf 17 augustus 2020 tot 8 december 2023 was in verband met de vernieuwing van de Bullebak en andere werkzaamheden de route voor meer dan drie jaar gestremd. Hierbij was lijn 18 langdurig verlegd via de route van lijn 21 door de Kostverlorenstraat en Van Hallstraat (in tegengestelde richting) en vervolgens over de Haarlemmerweg naar het Nassauplein terwijl lijn 21 was rechtgetrokken langs de gehele Haarlemmerweg.
Op 2 maart 2025 keerde de lijn na bijna 10 jaar weer terug in De Eendracht. Het betreft hier de helft van de ritten die vanaf de Aalbersestraat via de Cornelis Outshoornstraat en J.M. den Uylstraat rijden met een keerpunt en halte aan het einde van die straat. De andere helft van de ritten blijft eindigen aan de Savornin Lohmanstraat. De aflossing en eindpuntrust van het personeel vindt plaats op het Centraal Station.

## Huidige toestand
De lijn is volgens het GVB de drukste buslijn van de stad, met in 2017 14.500 instappers per dag.Daardoor rijdt de lijn altijd met lang busmaterieel (gelede bussen met een harmonicaconstructie). Lijn 21 verbindt naast lijn 18, metrolijn 51 en de tramlijnen 2, 13 en 17 het stadsdeel Nieuw-West met het Centraal Station.
Door de jaren heen reed de lijn vrij frequent (tussen de 4 en 11 minuten). Begin 21ste eeuw werd in het weekeinde nog maar om de 20 minuten gereden. Na de routewijziging in 2006 waarbij de lijnen 18 en 21 grotendeels van route wisselden is lijn 21 steeds drukker geworden terwijl lijn 18 juist minder druk werd. Daarom werd de frequentie op lijn 21 verhoogd en reed de lijn op maandag tot en met vrijdag overdag elke 7,5 minuten en in de avond en het weekeinde elke 10 minuten (behalve vroege weekeinde). Sinds 11 december 2016 wordt in de spitsuren elke 6 minuten en op zaterdag en zondag overdag ook elke 7,5 minuten gereden. Sinds 9 december 2018 wordt ook maandag tot en met zaterdag overdag elke 6 minuten gereden en op zondag overdag elke 7,5 minuut. Sinds 8 april 2019 wordt in de ochtendspits stadinwaarts elke 5,5 minuut gereden. Sinds 2021 wordt er elke dag elke 7,5 minuut gereden (de maximale frequentie overdag), elke 10 minuten in de avond en de vroege weekendochtenden.

## Materieel

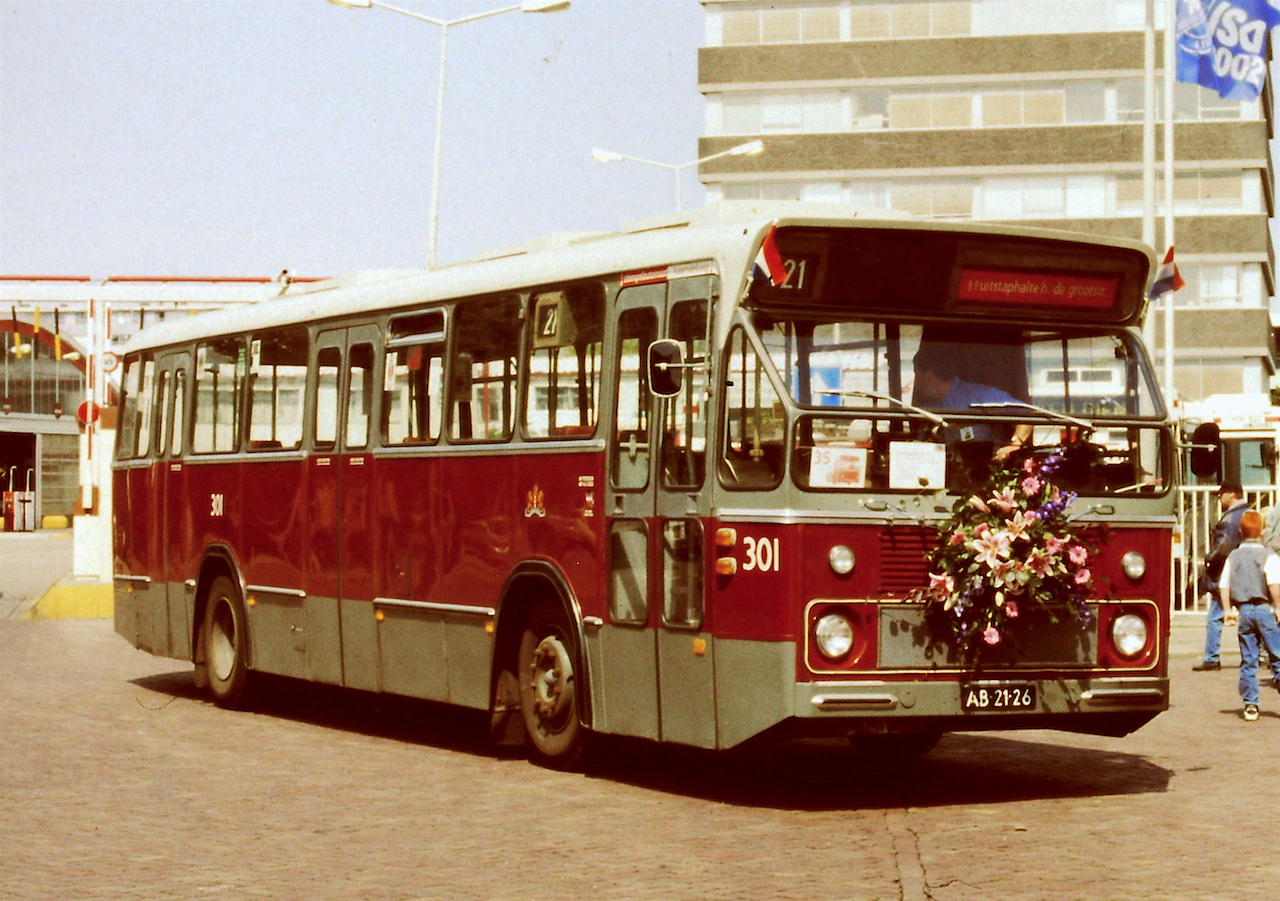
De eerste donkerrode Standaardbus, GVB 301 uit 1966 en in augustus dat jaar op lijn 21 in dienst gesteld, tegenwoordig in gebruik als museumbus.

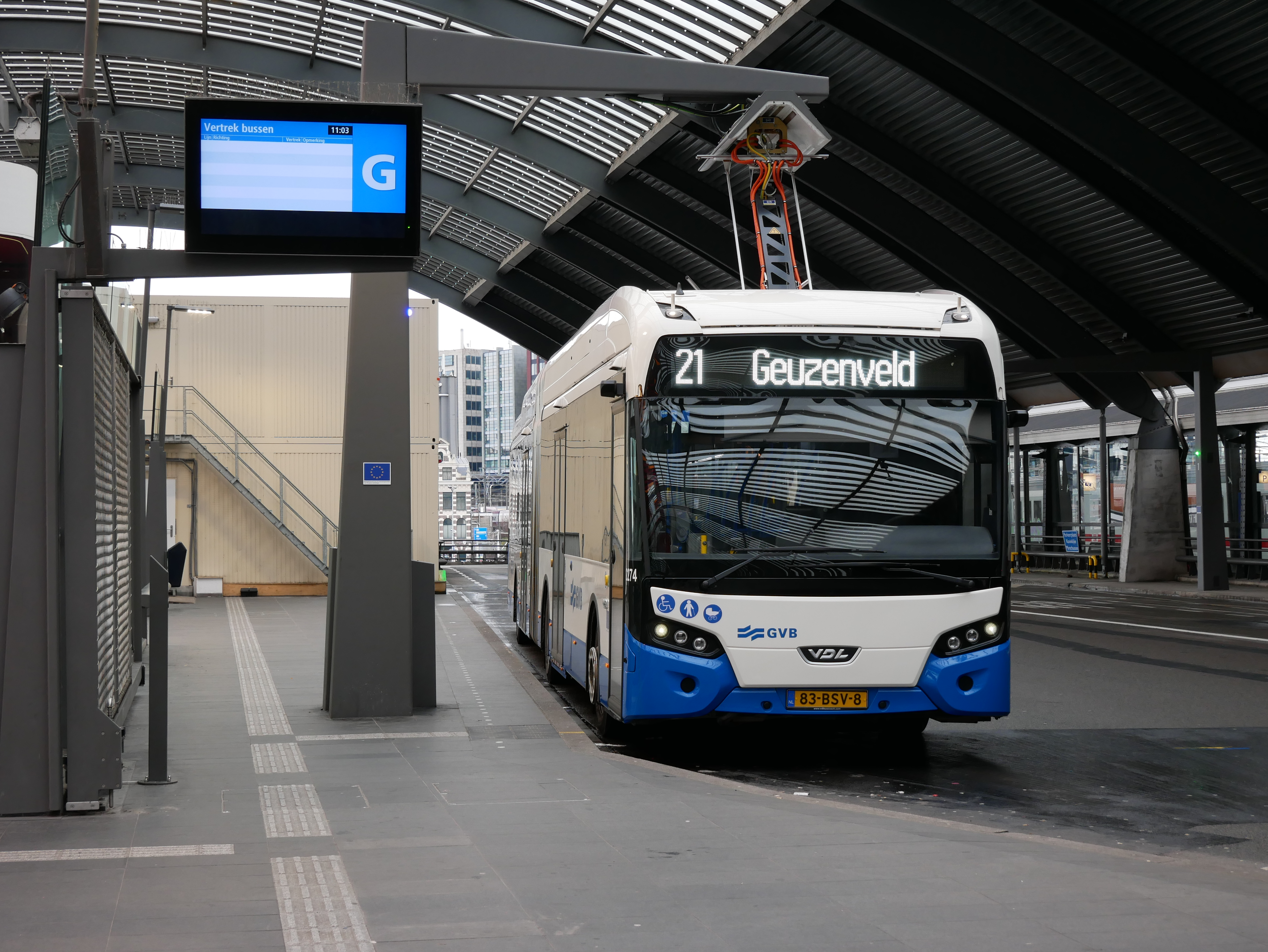
Electrische gelede VDL Citea 2274 aan de laadpaal op busstation IJsei

In het begin werd gereden met de omvormers serie 158-187, vanaf eind jaren vijftig is de serie 21-32 het vaste materieel aangevuld met de bordbussen 1-20. Op zaterdag reden vast de 2 gelede A.E.C. bussen (245-246). In 1966 kwam de eerste CSA1 standaardbus (301) op de lijn in dienst en vanaf 1967 werd de lijn geheel met CSA1 bussen gereden. Vanaf 1973 verschenen in de spitsuren de luchtbussen 111-150 (later 531-570). Vanaf 1983 verscheen de CSA2 en vanaf 1989 de CSA3. Tot 1992 reed lijn 21 met alle wagens (CSA1, 2 en 3). Vanaf zomer 1992 werd in het weekeinde met gelede bussen (CSA3) gereden en vanaf winterdienst 1993-1994 ook door de week. Eind 2001 verschenen de gelede Jonckheeren, eind 2007 de gelede Mercedes Citaro's en in 2016 de gelede VDL Citea's. Sinds de zomer van 2022 wordt de lijn volledig met elektrische VDL gelede Citea's gereden.

## Trivia
Lijn 21 is een belangrijke lijn voor de verbinding van Geuzenveld met het centrum, naast tramlijn 13 die ook de verbinding tussen Geuzenveld en het Centraal Station onderhoudt maar via een andere route.
In het begin werd de lijn in de spitsuren aangevuld met de sneldiensten 13S/45 (van 1965 tot 1974) en 20/47 (van 1965 tot 1989).
Van 10 september 1962 tot en met 30 december 1977 gold op lijn 21 in de middagspits een uitstapverbod op het traject Centraal Station – Tweede Hugo de Grootstraat in de middagspits. De passagiers werden verwezen naar lijn 14 die dezelfde route reed (net als tramlijn 17 / 27 tot de Hoofdweg / Postjesweg). Dit werd aangegeven met een speciale rode richtingfilm met de tekst "1e uitstaphalte 2e Hugo de Grootstraat". Deze richtingfilm werd sinds 1974 ook gebruikt in de ochtendspits op sneldienst 47 totdat in 1983 het in-/uitstapverbod werd opgeheven. In de middagspits werd deze aanduiding vaak ten onrechte gebruikt omdat de Tweede Hugo de Grootstraat juist de laatste instaphalte was (en geen uitstaphalte).   
Oorspronkelijk was de lijn geprojecteerd als lijn R, maar men besloot deze en de geprojecteerde lijn S de lijnnummers 21 en 22 te geven.
Huidig: 15 · 18 · 21 · 22 · 34 · 35 · 36 · 37 · 38 · 40 · 41 · 43 · 44 · 47 · 48 · 49 · 61 · 62 · 63 · 65 · 66 · 68 · 231 · 233 · 245 · 246 · 247 · 267 · 360 · 369 · 461 · 463 · 464
Voormalig: A · B · C · D · E · F · G · H · K · L · M · P · R · S · 5 · 6 · 8 · 11 · 12 · 13S · 14 · 17 · 19 · 20 · 23 · 26 · 28 · 29 · 30 · 31 · 32 · 33 · 39 · 42 · 44P · 45 · 46 · 50/51 · 53 · 54 · 55 · 56 · 57 · 58 · 59 · 60 · 60S · 64 · 67 · 69 · 70 · 95/195 · 148 · 149 · 165/166 · 192 · 199 · 222 · 230 · 232 ·  240 · 248 · 249 · 265 · 269 · 315 · 326 · 465 · 580 · 581 · 582 · 583

Zie ook: Amsterdams busnet · Geschiedenis busnet · Amsterdams nachtbusnet · Portaal openbaar vervoer